# 第1回日本フットボールリーグ
第1回日本フットボールリーグは、1999年4月18日から同11月7日にかけて行われた日本フットボールリーグ（JFL）のリーグ戦である。横浜FCが初優勝した。

## 参加クラブ
当初は1998年度の第7回ジャパンフットボールリーグ（旧JFL）に参加したチームのうち日本プロサッカーリーグ（Jリーグ）に加盟しなかった7チームと、全国社会人サッカー連盟推薦で参加する横河電機サッカー部をあわせた8チームによるリーグ戦の予定だった。しかし、1998年限りで横浜マリノスに吸収合併された横浜フリューゲルスのサポーターが中心となって創設された横浜FCがJFLへ「準会員」資格で参加が認められたため、9チームによるリーグ戦となった。
なおこの年はJリーグ・JFLの再編に伴う処置として、前年の地域リーグ決勝大会における成績上位クラブの参入は行われなかった。
| 呼称               | 正式名称                             | 監督 | 主なホームゲーム会場               | 前年度成績   | 備考                                                      |
| ------------------ | ------------------------------------ | ---- | ---------------------------------- | ------------ | --------------------------------------------------------- |
| 本田技研           | 本田技研工業株式会社サッカー部       |      | 本田技研都田サッカー場             | 旧JFL5位     |                                                           |
| 大塚               | 大塚製薬サッカー部                   |      | 徳島市球技場                       | 旧JFL9位     | 大塚FCヴォルティス徳島より名称変更                        |
| デンソー           | デンソーサッカー部                   |      | 刈谷市総合運動公園多目的グラウンド | 旧JFL10位    |                                                           |
| ソニー仙台         | ソニー仙台フットボールクラブ         |      | 仙台スタジアム                     | 旧JFL13位    |                                                           |
| 水戸ホーリーホック | フットボールクラブ水戸ホーリーホック |      | ひたちなか市総合運動公園陸上競技場 | 旧JFL14位    |                                                           |
| 国士舘大学         | 国士舘大学サッカー部                 |      | 町田市立陸上競技場                 | 旧JFL15位    |                                                           |
| ジャトコ           | ジャトコフットボールクラブ           |      | 愛鷹広域公園多目的競技場           | 旧JFL16位    |                                                           |
| 横河電機           | 横河電機サッカー部                   |      | 武蔵野市立武蔵野陸上競技場         | 関東1部1位   | 全国社会人サッカー連盟推薦で加盟 （全国地域決勝大会優勝） |
| 横浜FC             | 横浜FC                               |      | 三ツ沢公園球技場                   | （新規結成） | JFL準会員資格                                             |

## レギュレーション

### リーグ・試合形式
- 年間3回総当り、1チーム24試合（全108試合）を行い、勝ち点により順位を決定する。所属チーム数が奇数のため、1節に1チームが試合の無い状態となる。よって全27節により行われる。全27節を9節ごとに3つのステージに分け、それぞれのステージ内の順位によって後述の強化費の支給及び天皇杯の出場権が与えられる。従って、ホームゲームは12試合であるが、対戦によって同じカードのホームゲームが2回行われた試合がある。
- 試合は前後半90分で決着がつかなければVゴール方式の延長戦を行い、それでも決着がつかなければ引き分けとなる。90分終了時点での勝利には勝ち点3、延長勝ちには勝ち点2、引き分けには勝ち点1、敗北には勝ち点0が与えられる。
- Jリーグ参入の成績面の条件は年間順位2位以上。その上でJリーグ臨時理事会の承認を得られれば次年度からJ2に参入することができる。
- 地域リーグへの降格に関する規定はなし。

### 天皇杯への出場枠
第1ステージ終了時の上位3チームに第79回天皇杯の出場権が与えられる（ただし準会員の横浜FCと大学チームである国士舘大学を除く）。

### 強化費
各ステージごとの上位チームに以下の強化費が支払われる。
- 1位-150万円
- 2位-100万円
- 3位-80万円
- 4位-50万円

## 年間順位
| 順位 | クラブ             | 勝点 | 勝 | 分 | 負 | 得点 | 失点 | 差  | 備考  |
| ---- | ------------------ | ---- | -- | -- | -- | ---- | ---- | --- | ----- |
| 1    | 横浜FC             | 55   | 18 | 3  | 3  | 57   | 32   | +25 |       |
| 2    | 本田技研           | 50   | 18 | 1  | 5  | 69   | 34   | +35 | [ 1 ] |
| 3    | 水戸ホーリーホック | 45   | 16 | 0  | 8  | 48   | 32   | +16 |       |
| 4    | デンソー           | 34   | 11 | 4  | 9  | 46   | 38   | +8  | [ 1 ] |
| 5    | ソニー仙台         | 26   | 9  | 1  | 14 | 29   | 42   | -13 |       |
| 6    | 大塚               | 25   | 8  | 2  | 14 | 35   | 47   | -12 | [ 1 ] |
| 7    | ジャトコ           | 25   | 8  | 3  | 13 | 40   | 53   | -13 |       |
| 8    | 横河電機           | 20   | 7  | 0  | 17 | 26   | 43   | -17 |       |
| 9    | 国士舘大学         | 16   | 6  | 0  | 18 | 36   | 65   | -29 |       |

1. 1 2 3  天皇杯出場権獲得

備考
| Jリーグ参入ライン |

## 得点ランキング
| 順 | 選手名   | 得点 | 所属     |
| -- | -------- | ---- | -------- |
| 1  | マルクス | 22   | 本田技研 |
| 2  | 有馬賢二 | 19   | 横浜FC   |
| 3  | 薮田光教 | 12   | 横浜FC   |
| 4  | 井幡博康 | 11   | 本田技研 |
| 4  | 田島宏晃 | 11   | 本田技研 |

## 表彰
| 賞     | 受賞者     | 所属       |
| ------ | ---------- | ---------- |
| MVP    | 安間貴義   | 本田技研   |
| 得点王 | マルクス   | 本田技研   |
| 新人王 | 林威宏     | 大塚       |
| 敢闘賞 | 国士舘大学 | 国士舘大学 |

| ベストイレブン | ベストイレブン | ベストイレブン     |
| Pos            | 選手名         | 所属               |
| -------------- | -------------- | ------------------ |
| GK             | 本間幸司       | 水戸ホーリーホック |
| DF             | 渡辺卓         | 水戸ホーリーホック |
| DF             | 向島満         | 本田技研           |
| DF             | 幸田将和       | 横浜FC             |
| DF             | 高田昌明       | 横浜FC             |
| MF             | 安間貴義       | 本田技研           |
| MF             | 徳重隆明       | デンソー           |
| MF             | 小野信義       | 横浜FC             |
| FW             | 有馬賢二       | 横浜FC             |
| FW             | 薮田光教       | 横浜FC             |
| FW             | マルクス       | 本田技研           |

## 入れ替え

### JFL→J2
1999年11月16日に開催された日本プロサッカーリーグ（Jリーグ）の理事会において3位の水戸ホーリーホックのJリーグ加盟が全会一致で正式に承認された。なお本来のJ2昇格の成績上の条件は2位以上であるが、1位の横浜FCが準会員であるため、正会員8クラブの中で第2位であることを考慮してJ2昇格が認定された。

### 地域リーグ→JFL
全国地域リーグ決勝大会で優勝したアローズ北陸と準優勝した栃木SC、全国社会人サッカー連盟の推薦により教育研究社、全日本大学サッカー連盟の推薦により静岡産業大学がそれぞれJFLへ昇格した。

### 横浜FCの処遇
横浜FCはこの年「準会員」としてJFLに参加していた。次年度については「4位以上で正会員、5位以下なら全国地域リーグ決勝大会に参加し、そこから改めてJFL昇格を目指す」ことになっていたが、優勝したため正式にJFLに参加することとなった。

## 海外遠征
JFL選抜チームを編成し、8月から9月までバングラデシュで開催されたバンガバンドゥカップ1999に出場した。

### 選手
| Pos | 選手名     | 所属               |
| --- | ---------- | ------------------ |
| GK  | 水原大樹   | 本田技研           |
| GK  | 本間幸司   | 水戸ホーリーホック |
| GK  | 佐々木仁   | 横浜FC             |
| DF  | 武川勝徳   | ソニー仙台         |
| DF  | 井口博一   | デンソー           |
| DF  | 百武義成   | デンソー           |
| DF  | 小井土佳央 | 大塚               |
| DF  | 渡辺卓     | 水戸ホーリーホック |
| DF  | 依田博樹   | 横河電機           |
| MF  | 横瀬善行   | 大塚               |
| MF  | 徳重隆明   | デンソー           |
| MF  | 安間貴義   | 本田技研           |
| MF  | 片岡功二   | 大塚               |
| MF  | 阿部裕二   | ソニー仙台         |
| MF  | 磯野修久   | 水戸ホーリーホック |
| FW  | 鈴木滋     | 本田技研           |
| FW  | 高橋隆     | 国士舘大学         |
| FW  | 松木秀樹   | ジャトコ           |

出典：

### 試合結果

#### グループD
| 1999年8月27日 |

| JFL選抜                                          | 5 - 0 | セメン・パダンFC |
| 松木秀樹 -分, -分, -分 · 鈴木滋 -分 · 渡辺卓 -分 |       |                  |

|  |

| 1999年9月2日 |

| U-19クウェート代表 | 0 - 1 | JFL選抜      |
|                    |       | 松木秀樹 -分 |

|  |

#### 準決勝
| 1999年9月5日 |

| JFL選抜                                | 3 - 2 | U-19韓国代表            |
| 横瀬善行 -分 · 鈴木滋 -分 · 渡辺卓 -分 |       | 曺宰榛 -分 · 李天秀 -分 |

| 観客数: 10,000人 |

#### 決勝
| 1999年9月7日 |

| JFL選抜                        | 3 - 2 | ガーナオリンピック代表 |
| 片岡功二 -分, -分 · 高橋隆 -分 |       | Razak -分 · Amadu -分  |

| 観客数: 35,000人 |

この結果、JFL選抜がバンガバンドゥカップの初優勝を果たした。